# 팀 스파르브
팀 스파르브(스웨덴어: Tim Sparv, 1987년 2월 20일 ~ )는 핀란드의 전 축구 선수로, 과거 수비형 미드필더로 활약하였다. 현재 스파르타 프라하 B팀의 수석 코치를 맡고 있다.